# لمعاتكة (أولاد زيدان)
لمعاتكة هي إحدى مشيخات المملكة المغربية، تتبع جغرافيا لإقليم برشيد وإداريًا لأولاد زيدان. يقدر عدد سكانها بـ 3103 نسمة حسب الإحصاء الرسمي للسكان والسكنى لسنة 2004.